# Миролюбненская
Миролюбненская (укр. Миролюбненська) — комплексный памятник природы местного значения на Украине. Расположен в пределах Хмельницкого района Хмельницкой области. Находится к югу от села Новоселица.
Территория памятника природы составляет 90,7 га. Статус охраняемой территории присвоен согласно решению сессии областного совета от 28.09.1995 года № 67-р. Состоит в ведении Миролюбненской сельской общины.